# Hecamedoides paradoxus
Hecamedoides paradoxus är en tvåvingeart som beskrevs av Canzoneri och Raffone 1987. Hecamedoides paradoxus ingår i släktet Hecamedoides och familjen vattenflugor.
Artens utbredningsområde är Kenya. Inga underarter finns listade i Catalogue of Life.